# Grand Prix Sezon 1946
Sezon Grand Prix 1946 – pierwszy po II wojnie światowej sezon Wyścigów Grand Prix.

## Podsumowanie sezonu

### Grandes Épreuves
| Grand Prix                | Tor           | Data       | Pole Position   | Najszybsze Okrążenie | Zwycięzca (kierowcy) | Zwycięzca (konstruktorzy) | Wyniki |
| ------------------------- | ------------- | ---------- | --------------- | -------------------- | -------------------- | ------------------------- | ------ |
| René le Bègue Cup         | Saint-Cloud   | 9 czerwca  | Raymond Sommer  | Giuseppe Farina      | Raymond Sommer       | Maserati                  | Wyniki |
| Grand Prix des Nations    | Genewa        | 21 lipca   | Giuseppe Farina | Jean-Pierre Wimille  | Giuseppe Farina      | Alfa Romeo                | Wyniki |
| Gran Premio del Valentino | alentino Park | 1 września | Giuseppe Farina | Jean-Pierre Wimille  | Achille Varzi        | Alfa Romeo                | Wyniki |

### Pozostałe Grand Prix
| Grand Prix                | Tor                     | Data            | Zwycięzca (kierowcy) | Zwycięzca (konstruktorzy) | Wyniki |
| ------------------------- | ----------------------- | --------------- | -------------------- | ------------------------- | ------ |
| Grand Prix de Nice        | Nicea                   | 22 kwietnia     | Luigi Villoresi      | Maserati                  | Wyniki |
| Marseille Grand Prix      | Prado                   | 12 maja         | Raymond Sommer       | Maserati                  | Wyniki |
| Grand Prix du Forez       | St Just-Andrezieux      | 19 maja         | Raymond Sommer       | Maserati                  | Wyniki |
| Coupe de la Résistance    | Bois de Boulogne        | 19 maja         | Jean-Pierre Wimille  | Alfa Romeo                | Wyniki |
| Grand Prix des Frontières | Chimay                  | 9 czerwca       | Leslie Brooke        | ERA                       | Wyniki |
| Gransden Lodge            | Gransden Lodge Airfield | 15 czerwca      | George Abecassis     | Bugatti                   | Wyniki |
| Grand Prix du Roussillon  | Perpignan               | 30 czerwca      | Jean-Pierre Wimille  | Alfa Romeo                | Wyniki |
| Grand Prix de Bourgogne   | Dijon                   | 7 lipca         | Jean-Pierre Wimille  | Alfa Romeo                | Wyniki |
| Grand Prix de l'Albigeois | Albi                    | 14 lipca        | Tazio Nuvolari       | Maserati                  | Wyniki |
| Coupe de Nantes           | Nantes                  | 28 lipca        | "Raph"               | Maserati                  | Wyniki |
| Ulster Trophy             | Ballyclare              | 10 sierpnia     | Prince Bira          | ERA                       | Wyniki |
| Circuit des Trois Villes  | Lille                   | 25 sierpnia     | Raymond Sommer       | Maserati                  | Wyniki |
| Circuit des Trois Villes  | Lille                   | 25 sierpnia     | Henri Louveau        | Maserati                  | Wyniki |
| Circuito di Milano        | Sempione Park           | 29 września     | Carlo Felice Trossi  | Alfa Romeo                | Wyniki |
| Coupe du Salon            | Bois de Boulogne        | 6 października  | Raymond Sommer       | Maserati                  | Wyniki |
| Gávea Circuit Race        | Gávea                   | 6 października  | Chico Landi          | Alfa Romeo                | Wyniki |
| Gran Premio de Penya Rhin | Pedralbes               | 27 października | Giorgio Pelassa      | Maserati                  | Wyniki |
| Boa Vista Grand Prix      | Rio de Janeiro          | 15 grudnia      | Chico Landi          | Alfa Romeo                | Wyniki |